# Paedophryne amauensis
Paedophryne amauensis és una espècie de granota de Papua Nova Guinea descoberta l'agost de 2009 i descrita formalment el gener de 2012. Amb 7,7 mm de llargada és el vertebrat més petit conegut.
Aquesta nova espècie es va trobar a prop del poble d'Amau village a la Província Central de Papua Nova Guinea. El descobriment es va publicar en la revista científica PLoS ONE el gener de 2012.

## Característiques

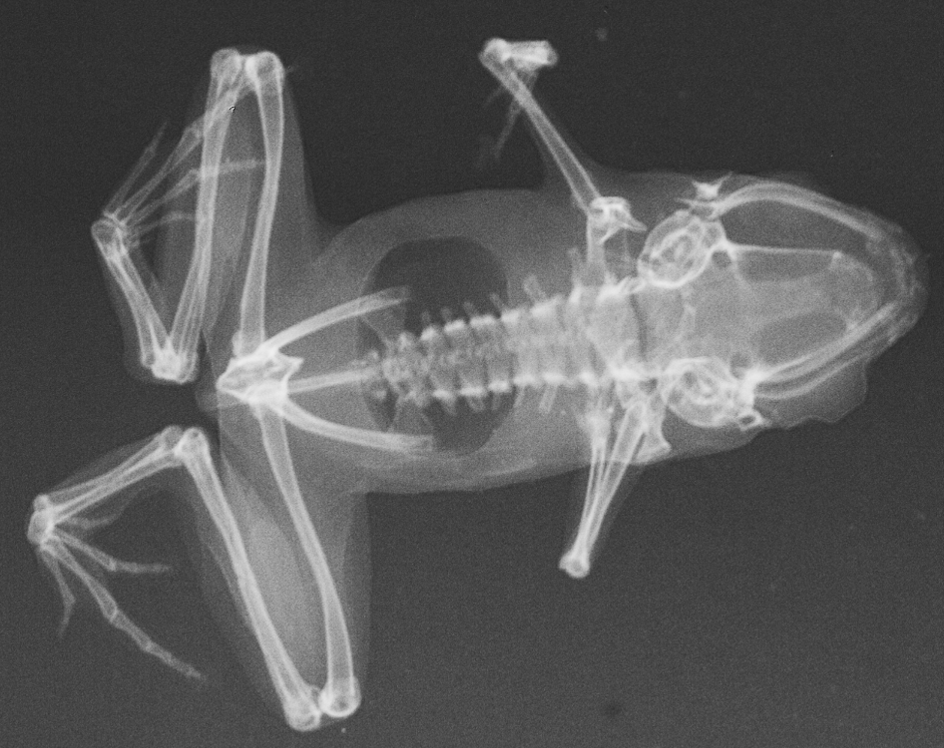
Imatge de raigs X d'un paratip de Paedophryne amauensis

P. amauensis és 0,3 mil·liímetres més petit que l'anterior aninal que tenia el record que és una espècie de carpa (Paedocypris progenetica)(8mm) d'Indonèsia. Aquesta granota viu sobre la terra i el seu cicle vital no inclou l'estadi de capgròs. Són capaces de saltar 30 vegades la llargada del seu cos. Aquesta granota és crepuscular i s'alimenta de petits invertebrats.

## Hàbitat
Viuen sobre la fullaraca dels boscos tropicals.